# Endre Kiss (skoczek narciarski)
Endre Kiss (ur. w 1937) – węgierski skoczek narciarski, uczestnik Mistrzostw Świata w Narciarstwie Klasycznym 1962.
W lutym 1962 uczestniczył w mistrzostwach świata. W konkursie skoków na skoczni K-60 zajął 52. miejsce, a na skoczni K-90 był 57. Na mistrzostwach w 1966 zajął 53. miejsce na skoczni normalnej i 49. na skoczni dużej.
W latach 1961–1965 startował w konkursach Turnieju Czterech Skoczni. Najlepsze miejsce zajął 1 stycznia 1963 w konkursie w Garmisch-Partenkirchen – był 28. Kilkukrotnie plasował się w okolicy 30. miejsca (w konkursach TCS 1964/65 zajmował 32., 31., 30. i 36. miejsca).

## Osiągnięcia

### Mistrzostwa świata
| Mistrzostwa    | Data           | Skocznia | Konkurs | Skok 1    | Skok 1 | Skok 2    | Skok 2 | Skok 3    | Skok 3 | Nota łączna | Miejsce | Strata | Zwycięzca        | Źródło |
| Mistrzostwa    | Data           | Skocznia | Konkurs | Odległość | Nota   | Odległość | Nota   | Odległość | Nota   | Nota łączna | Miejsce | Strata | Zwycięzca        | Źródło |
| -------------- | -------------- | -------- | ------- | --------- | ------ | --------- | ------ | --------- | ------ | ----------- | ------- | ------ | ---------------- | ------ |
| 1962, Zakopane | 21 lutego 1962 | normalna | ind.    | 60,0      | 90,8   | 60,5      | 88,5   | 56,0      | 77,1   | 179,3       | 52.     | 44,3   | Toralf Engan     | [ 2 ]  |
| 1962, Zakopane | 25 lutego 1962 | duża     | ind.    | 83,0      | 86,4   | 79,0      | 83,4   | 77,5      | 79,6   | 169,8       | 57.     | 71,6   | Helmut Recknagel | [ 3 ]  |
| 1966, Oslo     | 19 lutego 1966 | normalna | ind.    | 66,0      | 84,9   | 63,5      | 80,4   | -         | -      | 165,3       | 53.     | 69,3   | Bjørn Wirkola    | [ 4 ]  |
| 1966, Oslo     | 27 lutego 1966 | duża     | ind.    | 68,5      | 76,2   | 69,0      | 69,4   | -         | -      | 145,6       | 49.     | 82,6   | Bjørn Wirkola    | [ 5 ]  |